# ZDF Magazin Royale

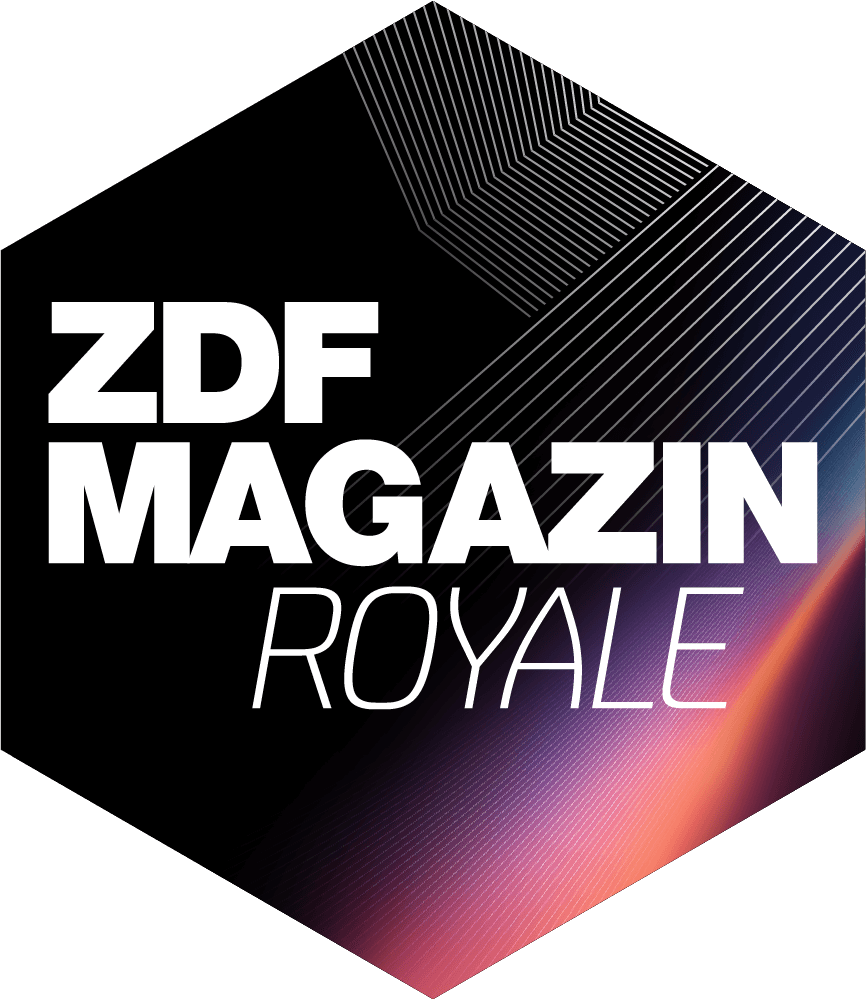
Sendungslogo bis 2021

Das ZDF Magazin Royale ist eine von Jan Böhmermann moderierte journalistisch-satirische Late-Night-Show im ZDF, die seit November 2020 immer freitagabends im Anschluss an die heute-show ausgestrahlt wird. Sie ist Nachfolger des Neo Magazin Royale, das sechs Jahre lang bei ZDFneo lief; die Dauer wurde von 45 auf etwa 30 Minuten verkürzt. Die Sendung wird im Studio Ehrenfeld im Kölner Stadtbezirk Ehrenfeld produziert. Als Vorbild diente die US-amerikanische Late-Night-Show Last Week Tonight with John Oliver von HBO. Mehrere Sendungen wurden nach juristischen Auseinandersetzungen depubliziert. 2022 führte eine Sendung mit Falschbehauptungen zur BSI-Affäre.

## Produktion
Produziert wird das ZDF Magazin Royale von der Unterhaltungsfernsehen Ehrenfeld UE GmbH (UFE), einem Unternehmen der ZDF-Tochtergesellschaft Gruppe 5, und Peter Burtz, dem Manager von Jan Böhmermann. Chefin vom Dienst ist Hanna Herbst, die Online-Redaktion wird von Stefan Erpelding geleitet. Das Team besteht aus etwa 70 Mitarbeitern.
Aufgezeichnet wurden die Sendungen bis zur letzten Folge des Jahres 2021 im Studio König der Bildundtonfabrik, welches sich im Kölner Stadtteil Ehrenfeld im gleichnamigen Stadtbezirk befindet. Seit Anfang 2022 werden die Aufzeichnungen im eigenen Studio Ehrenfeld im Kölner Stadtteil Bickendorf produziert, welcher ebenfalls zum Stadtbezirk Ehrenfeld gehört. Im April 2022 erfolgte auch der Umzug der Produktionsfirma an diesen Standort.

## Titelmelodie
Die Titelmelodie ZDF Magazin Royale Theme wurde von Lorenz Rhode komponiert und arrangiert, und zitiert ein Motiv aus dem ersten Satz (Intrada) des Konzertes für Orchester (1954) von Witold Lutosławski. Sie stellt damit eine Reminiszenz an das 1969 bis 1988 ausgestrahlte und von Gerhard Löwenthal moderierte ZDF-Magazin dar, das auch schon einen Ausschnitt dieses Musikstückes als Titel verwendete. In Interviews vor der ersten Sendung und in der ersten Sendung erwähnte Böhmermann Löwenthal und zitierte dessen Worte zum Start des ZDF-Magazin, die Sendung werde „unerbittlich nach schadhaften Stellen in unserer Demokratie fahnden und furchtlos Stellung beziehen“, und fügte hinzu: „Der Anspruch ist exakt der gleiche. Nur dass wir ein bisschen lustiger sind.“

## Ablauf der Sendung
Bis 2021 sprach Böhmermann vor Beginn der eigentlichen Sendung in der Regel kurz vier verschiedene Themen an, welche sich auf Geschehnisse der vergangenen Woche oder Inhalte der Sendung bezogen. Dabei wurde unter musikalischer Begleitung die Kameraperspektive zwischen jedem Thema gewechselt. Diese Passage wird seit dem Umzug in das neue Studio und der Wiedereinführung des Studiopublikums weggelassen.
Nach dem Intro, das unter anderem Anspielungen auf die Introsequenzen des ZDF-Magazins und des Neo Magazin Royale enthält, begrüßt Böhmermann die Zuschauer und geht genauer auf aktuelle Themen ein. Dieser Teil besitzt keinen festen Ablauf, gelegentlich werden auch Gäste eingebunden.
Dem ersten Abschnitt der Sendung folgt eine musikalische Einlage der Studioband Rundfunk-Tanzorchester Ehrenfeld unter der Leitung von Lorenz Rhode, meist ein Cover eines bekannten Stücks. Danach beschäftigt sich Böhmermann mit dem Hauptthema der jeweiligen Sendung; eine 20-minütige Passage, die auch auf YouTube bereitgestellt wird. Darauf folgt gelegentlich noch ein weiteres Stück des Rundfunk-Tanzorchesters oder Livemusik eines Gastes, gefolgt von der Abmoderation und dem Outro.

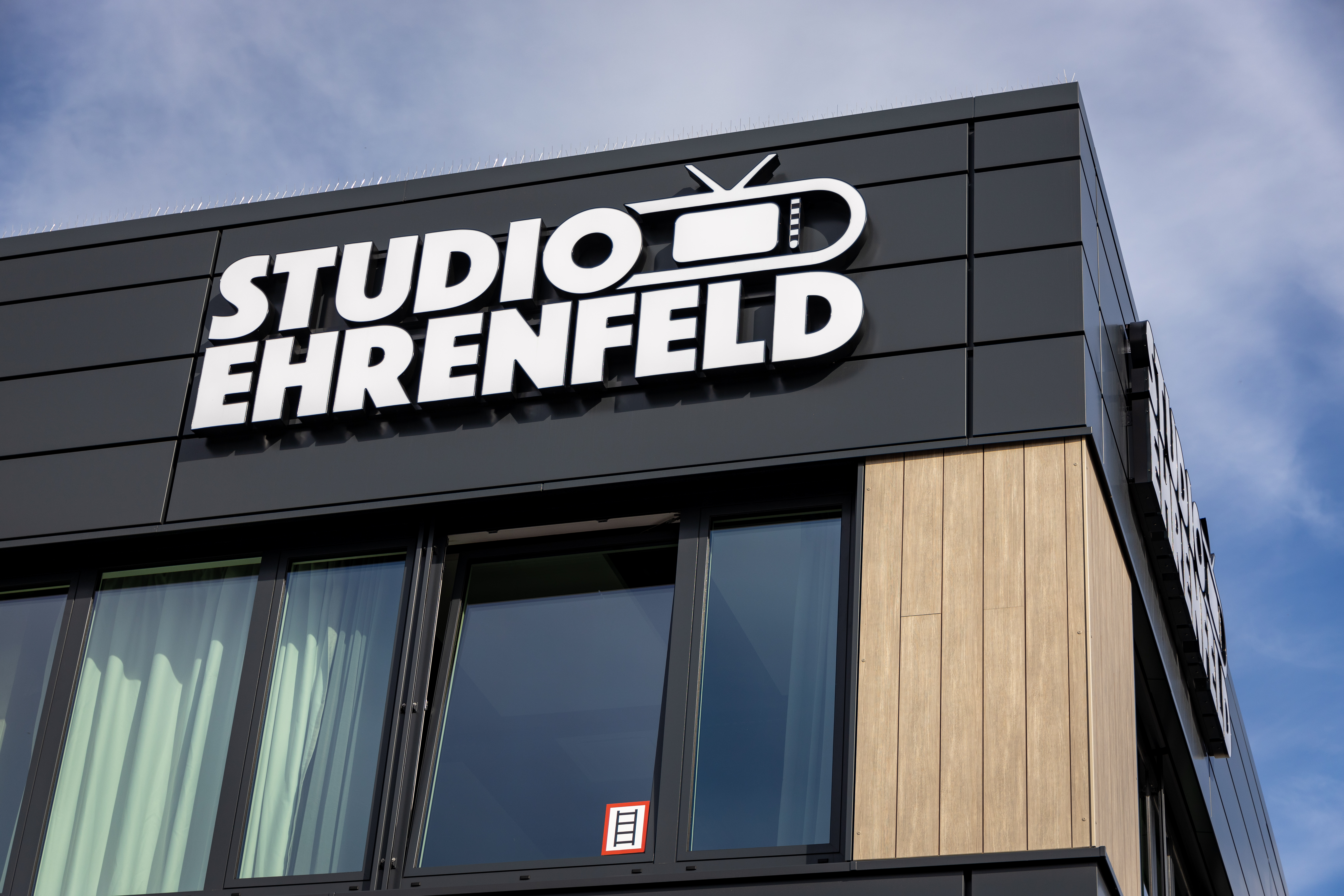
Studio Ehrenfeld

Ergänzende Gespräche mit etwaigen Gästen oder Experten werden in der ZDFmediathek und bei YouTube veröffentlicht.

## Auswirkungen und Kontroversen

### Kontroverse um Hendrik Streeck
Während der COVID-19-Pandemie trat der AIDS-Forscher Hendrik Streeck öffentlich in Erscheinung; seine Prognosen und Empfehlungen wurden von Epidemiologen und anderen Corona-Experten kritisiert. In der Sendung vom 19. März 2021 dokumentierte Böhmermann Streecks Nähe zum damaligen US-Botschafter Richard Grenell. Der Beitrag wurde aus der ZDF-Mediathek entfernt.

### ZeitschriftenveröffentlichungFreizeit Magazin Royale
In der Sendung vom 16. April 2021 thematisierte Böhmermann die Problematik eines reißerischen und nicht auf Tatsachen beruhenden Journalismus, wie er in der sogenannten Regenbogenpresse Anwendung findet. Das ZDF Magazin Royale brachte selbst ein eigenes Klatschblatt heraus, welches sich in Anlehnung an „Freizeitmagazine“ Freizeit Magazin Royale nennt. In der Zeitschrift wurde allerdings nicht über Prominente berichtet, sondern über die Herausgeber der Zeitschriften. So wurden in der ersten Ausgabe beispielsweise der Medienverleger Hubert Burda oder Philipp Welte thematisiert. Böhmermann kündigte an, eine Auflage von 500.000 Stück über den Zeitschriftenhandel in Umlauf zu bringen. Tatsächlich fiel die Erstauflage mit 30.000 Exemplaren deutlich geringer als angekündigt aus, sodass das Magazin schnell ausverkauft war. Daher wurden 120.000 Exemplare nachgedruckt.
Im März 2022 verkündete Jan Böhmermann, dass das Freizeit Magazin Royale mit insgesamt 130.061 verkauften Heften einen Gewinn in Höhe von 55.139,38 € erzielt habe, der an insgesamt 15 medienpädagogische Projekte gespendet werde.

### Betrugsvorwürfe gegen Fynn Kliemann
In der Sendung vom 6. Mai 2022 unterstellte Böhmermann den Unternehmern Fynn Kliemann und Tom Illbruck Verfehlungen bei den geschäftlichen Tätigkeiten ihrer Firma Global Tactics. Aufgrund dieser Vorwürfe und interner Prüfungen beendeten viele von Kliemanns Partnern die Zusammenarbeit mit ihm. Auch der Ehrenpreis 2020 des Deutschen Nachhaltigkeitspreises wurde Kliemann aberkannt. Zudem trat Illbruck im Mai 2022 als Geschäftsführer von Global Tactics zurück. Die Ermittlungen gegen Kliemann und Illbruck wurden 2023 eingestellt. Meedia-Chefredakteur Stefan Winterbauer kritisierte, dass sich Böhmermann dazu nicht äußerte.

### BSI-Affäre
In der Sendung vom 7. Oktober 2022 präsentierte Böhmermann angebliche Russlandkontakte von Arne Schönbohm, Präsident des BSI, und des von ihm gegründete Cyber-Sicherheitsrat Deutschland e. V. Schönbohm wurde auf Anordnung von Innenministerin Nancy Faeser am 18. Oktober 2022 von seinem Amt freigestellt und zum 1. Januar 2023 an die Bundesakademie für öffentliche Verwaltung versetzt. Am 12. Mai 2023 wurde laut Medienberichten u. a. der Nachrichten-Website Business Insider bekannt, dass die Vorwürfe unbegründet gewesen seien. Wolfgang Kubicki (FDP) forderte eine Entschuldigung von Faeser und Böhmermann bei Schönbohm. Jan Fleischhauer kritisierte in seiner Focus-Kolumne die mangelnde journalistische Sorgfalt der Sendung. Böhmermann hielt an seiner Kritik fest. Schönbohm forderte daraufhin in einer Abmahnung die Unterlassung mehrerer Aussagen, die in der Sendung getroffen worden bzw. im Nachgang auf der Internetseite des ZDF veröffentlicht worden waren. Zusätzlich verlangte er eine Entschädigung in Höhe von 100.000 Euro wegen einer „schweren Persönlichkeitsrechtsverletzung“ vom ZDF. Am 19. Dezember 2024 verurteilte das Landgericht München I das ZDF zur Unterlassung von vier der fünf beanstandeten Aussagen. Nach Ansicht des Gerichts hätten Äußerungen in der Sendung in einer Weise verstanden werden können, dass Schönbohm bewusste Kontakte zu russischen Sicherheitsdiensten gehabt habe; hierbei handele es sich um unwahre Tatsachenbehauptungen. Eine Geldentschädigung lehnte das Gericht dagegen ab.

### NSU-Akten-Leak
Am 28. Oktober 2022 wurde die Veröffentlichung der originalen NSU-Akten des Hessischen Landesamts für Verfassungsschutz angekündigt. Hintergrund waren die NSU-Morde und bis heute nicht geklärte Verstrickungen des Hessischen Verfassungsschutzes mit dem NSU, die auch Gegenstand eines Untersuchungsausschusses des Hessischen Landtags waren. Es handelt sich um einen Bericht über die zugrundeliegenden Akten, die mehr Auskunft über die NSU-Morde geben könnten, aber vom Verfassungsschutz bis zuletzt geheim gehalten wurden. Über den NSU erfährt man deshalb daraus kaum Neues. Anfangs war dafür eine Schutzfrist von 120 Jahren vorgesehen, die dann auf 30 Jahre verkürzt wurde. Gemeinsam mit FragDenStaat veröffentlichte das ZDF Magazin Royale die Akten auf einer eigens dazu eingerichteten Website. Eine Auswertung des Berichts war allerdings schon vorher öffentlich geworden. Zeit Online urteilte, die Veröffentlichung des Materials sei „eine bemerkenswerte Leistung, gemessen an dem berechtigten öffentlichen Interesse“ daran.

### Rechtsstreit und Depublikation der Sendung zur FDP als „neuer RAF“
Im November 2022 wurde die FDP satirisch als terroristische Vereinigung („neue RAF“) bezeichnet und ein fingiertes Fahndungsplakat gezeigt, auf dem prominente Parteimitglieder und Journalisten abgebildet waren. Dies kann als satirische Reaktion auf Äußerungen konservativer Politiker betrachtet werden, die Klimaaktivisten der Letzten Generation mit der RAF verglichen und als „Klima-RAF“ bezeichneten. Die Bezeichnung „grüne RAF“ wurde das erste Mal 2021 vom Klimaaktivisten Tadzio Müller genutzt. An Böhmermanns Beitrag wurde kritisiert, dass das Plakat ein Mitglied der Jungen Liberalen zeigte, das sich seit Längerem aus der Öffentlichkeit zurückgezogen hatte. Im Januar 2023 erwirkte Welt-Herausgeber Stefan Aust beim Hanseatischen Oberlandesgericht eine einstweilige Verfügung aufgrund einer Verletzung des Persönlichkeitsrechts. Im Anschluss wurde die betreffende Sendung vom ZDF offline genommen.

### Parodie „Nuhr im Zweiten“
Die Sendung vom 24. März 2023 parodierte unter dem Titel „Nuhr im Zweiten“ das ARD-Format Nuhr im Ersten: Ein Dieter-Nuhr-Darsteller (gespielt von Sebastian Rüger unter dem Pseudonym Werner Blohß) führte durch die Sendung, in der fiktive Comedians wie „Falk MacAllister“ (gespielt von Philipp Lind, Anspielung auf Luke Mockridge), „Öztürk Özcan“ (gespielt von Younes Al-Amayra), „Jochen Heppmann“ (gespielt von Harald Burmeister) und „Milli Probst“ (gespielt von Sophie Berger, Anspielung auf Lisa Eckhart) auftraten. Tomasz Kurianowicz kritisierte in der Berliner Zeitung Böhmermanns Satire als verkürzend, entkontextualisierend und denunziatorisch; Nuhr werde als rechts dargestellt, Eckhart als antisemitisch. Diese Art der polemischen Verkürzung sei ein Grundprinzip des ZDF Magazin Royale. Max Schäfer von der Frankfurter Rundschau schrieb: „Die Persiflage zeigt die Banalität konservativen Humors auf. … Alte weiße Männer und Konservative mit liberaler Maskerade werden repräsentiert. Genauer: deren Humor.“

### Kritik zum Quellenschutz
Nachdem das Recherchezentrum Correctiv 2023 über den Umgang von Jan Böhmermann mit dem Produzenten des Ibiza-Videos berichtet hatte, teilte Böhmermanns Medienanwalt mit, dass das Gespräch mit der Quelle des Videos nicht vertraulich gewesen sei.

### Entfernung der Sendung über rituelle Gewalt aus der Mediathek
Die Sendung vom 8. September 2023 behandelte das Thema Rituelle Gewalt und Michaela Huber. Nach einer Programmbeschwerde der Unabhängigen Kommission zur Aufarbeitung sexuellen Kindesmissbrauchs entschied der ZDF-Fernsehrat die Sendung aus der ZDFmediathek zu entfernen. Die Deutsche Gesellschaft für Psychiatrie und Psychotherapie, Psychosomatik und Nervenheilkunde und ihr Präsident Andreas Meyer-Lindenberg forderten, die Sendung wieder zu publizieren. Felix W. Zimmermann beschreibt im Legal Tribune Online die Entscheidung des Fernsehrates als „[z]u Unrecht und formell rechtswidrig“. Die Veröffentlichung einer weiteren fertig produzierten Sendung zum Verschwörungsmythos Mind-Control, Gedankenkontrolle, im November 2024 wurde durch ZDF-Programmdirektorin Nadine Bilke verhindert.

### Aufdeckung der Identität des YouTubers „Clownswelt“
In der Sendung vom 9. Mai 2025 wurde das Thema rechtspopulistischer YouTuber als politisches Vorfeld der Alternative für Deutschland behandelt. Im Zuge dessen wurde in gemeinsamer Recherchearbeit mit der Wochenzeitung Die Zeit die bis dahin unbekannte Identität des Betreibers des YouTube-Kanals „Clownswelt“ aufgedeckt und zum Teil veröffentlicht. Dies betraf unter anderem seinen Vornamen, Alter, beruflichen Hintergrund und Details zum Wohnort, ohne letzteren zu nennen. Die Sendung führte zu kontroversen Reaktionen und Kritik aus sozialen Medien sowie durch verschiedene Publikationen, einschließlich des X-Accounts der Bundesorganisation der AfD. Dabei wurde insbesondere in Frage gestellt, ob es sich bei der Recherche aufgrund der vorherigen Anonymität des Betreibers bereits um Doxing handelte oder sich aufgrund der Impressumspflicht für den auch kommerziell betriebenen Kanal im rechtlichen Rahmen von Pressefreiheit bewegt.
Das ZDF veröffentlichte infolge der Kritik am 15. Mai ein Statement, in dem betont wurde, dass weder der volle Name, noch ein identifizierendes Foto, noch der Wohnort des Betreibers in der Folge gezeigt worden seien. Für die YouTube-Kanäle Clownswelt und Ketzerkirche wurden wenig später Impressen angelegt, nachdem die taz bei der zuständigen Landesanstalt für Medien Nordrhein-Westfalen und bei YouTube wegen der fehlenden Angaben angefragt hatte. Die Reichweite des Kanals Clownswelt stieg infolge der Berichterstattung auf über 450.000 Abonnenten an.
Die Metal-Band Powergame, in der der YouTuber zuvor Mitglied war und von dem sie sich vor der Sendung trennte, sah sich nach der Sendung einer Kampagne aus rechten Kreisen ausgesetzt.

## Ehrungen und Nominierungen
- Deutscher Comedypreis

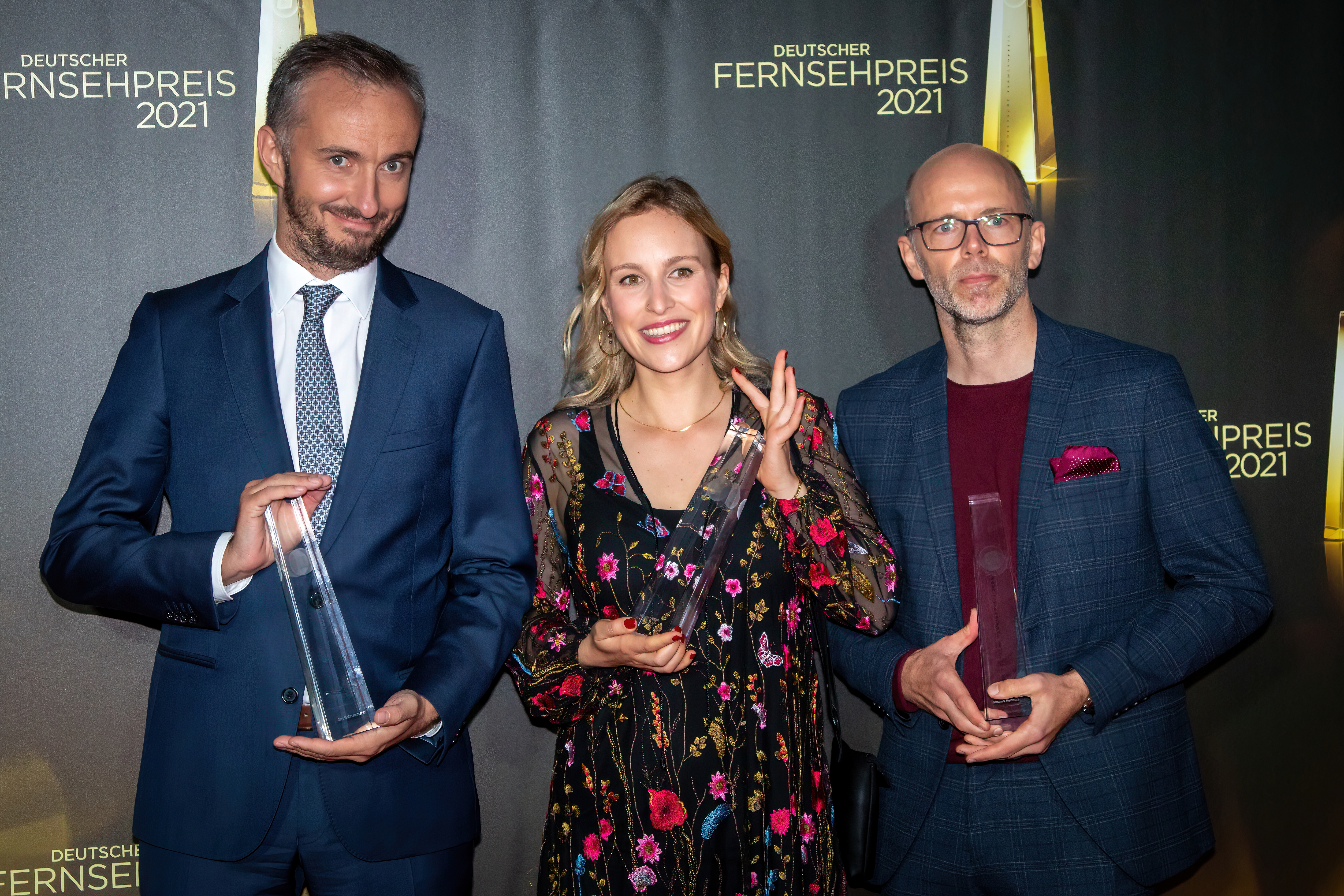
Jan Böhmermann, Hanna Herbst und Markus Hennig mit dem Deutschen Fernsehpreis 2021

  - 2021: Nominierung in der Kategorie Beste Satire[72]
- Deutscher Fernsehpreis
  - 2021: Preisträger in der Kategorie Bestes Buch Unterhaltung[73]
  - 2021: Preisträger in der Kategorie Beste Ausstattung Unterhaltung[73]
  - 2021: Nominierung in der Kategorie Beste Comedy/Late Night[74]
  - 2022: Preisträger in der Kategorie Bestes Buch Unterhaltung[75]
  - 2022: Nominierung in der Kategorie Beste Comedy/Late Night[75]
- Grimme-Preis
  - 2021: Nominierung in der Kategorie Unterhaltung[76]
  - 2022: Nominierung in der Kategorie Unterhaltung für Der Eierwurf von Halle[77][78]
  - 2023: Preisträger in der Kategorie Unterhaltung[79]
- Hanns-Joachim-Friedrichs-Preis
  - 2021: Sonderpreis für das Team des „ZDF Magazin Royale“ mit Jan Böhmermann[80][81]
- Venus Award
  - 2022: Juryaward für die „Herausragendste Produktion 2022“ für den im Rahmen der 41. Ausgabe gedrehten Porno FFMM straight / queer doggy BJ ORAL orgasm squirting ROYALE (gebührenfinanziert)[82]